# Leichtathletik-Weltmeisterschaften 2019/Diskuswurf der Männer

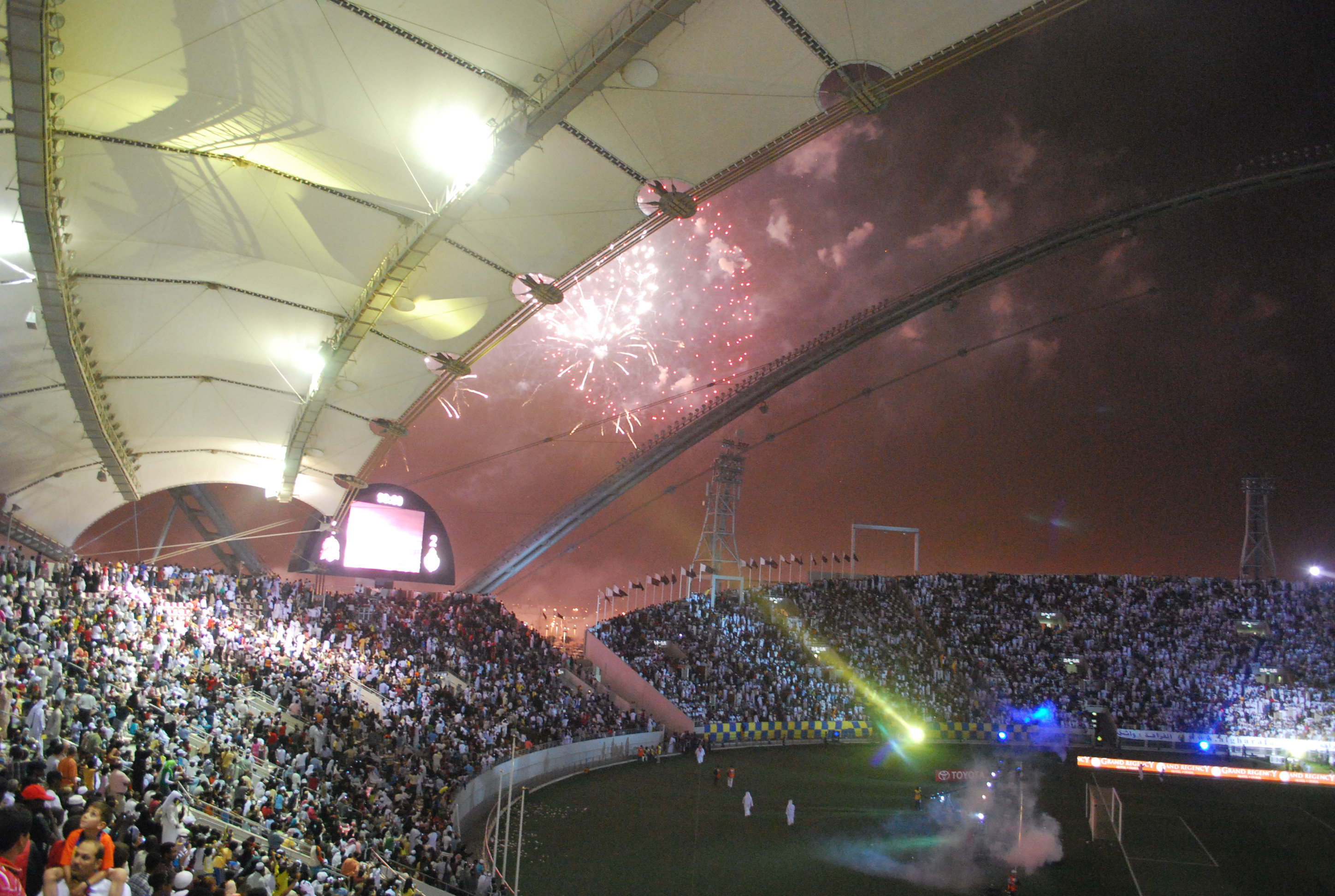
Das Khalifa International Stadium während des Emir Cups im Jahr 2009

Der Diskuswurf der Männer bei den Leichtathletik-Weltmeisterschaften 2019 fand am 28. und 30. September 2019 im Khalifa International Stadium der katarischen Hauptstadt Doha statt.
32 Athleten aus 23 Ländern nahmen an dem Wettbewerb teil.
Es siegte der schwedische Vizeweltmeister von 2017 und Vizeeuropameister von 2018 Daniel Ståhl. Er gewann vor dem Jamaikaner Fedrick Dacres. Bronze ging an den österreichischen EM-Dritten von 2018 Lukas Weißhaidinger.

## Rekorde
Vor dem Wettbewerb galten folgende Rekorde:
| Weltrekord               | Jürgen Schult     | 74,08 m | Neubrandenburg, DDR      | 6. Juni 1986   |
| Weltmeisterschaftsrekord | Virgilijus Alekna | 70,17 m | WM in Helsinki, Finnland | 7. August 2005 |

Der bestehende WM-Rekord wurde bei diesen Weltmeisterschaften nicht eingestellt und nicht verbessert.
Es gab einen Landesrekord:

66,32 m – Apostolos Parellis (Zypern), Finale am 30. September

## Legende
Kurze Übersicht zur Bedeutung der Symbolik – so üblicherweise auch in sonstigen Veröffentlichungen verwendet:
| – | verzichtet |
| x | ungültig   |

## Qualifikation
Die Athleten traten zu einer Qualifikationsrunde in zwei Gruppen an. Die Qualifikationsweite für den direkten Finaleinzug betrug 65,50 m. Da nur Daniel Ståhl diese Weite übertraf (hellblau unterlegt), wurde das Finalfeld mit den nachfolgend besten Werfern beider Gruppen auf insgesamt zwölf Sportler aufgefüllt (hellgrün unterlegt). So mussten für die Finalteilnahme schließlich 63,31 m erbracht werden.

### Gruppe A
28. September 2019, 16:15 Uhr Ortszeit (15:15 Uhr MESZ)
| Platz | Athlet                   | Land               | 1. Versuch | 2. Versuch | 3. Versuch | Weite (m) |
| ----- | ------------------------ | ------------------ | ---------- | ---------- | ---------- | --------- |
| 1     | Fedrick Dacres           | Jamaika            | 65,44      | 64,26      | x          | 65,44     |
| 2     | Alin Alexandru Firfirică | Rumänien           | 64,55      | 65.05      | x          | 65,05     |
| 3     | Apostolos Parellis       | Zypern             | 64,03      | x          | 64,50      | 64,50     |
| 4     | Simon Pettersson         | Schweden           | 63,65      | 61,98      | 62,43      | 63,65     |
| 5     | Martin Wierig            | Deutschland        | 60,63      | 63,65      | 62,03      | 63,65     |
| 6     | Lukas Weißhaidinger      | Österreich         | 59,94      | 63,31      | 60,77      | 63,31     |
| 7     | Mason Finley             | Vereinigte Staaten | x          | 63,22      | x          | 63,22     |
| 8     | David Wrobel             | Deutschland        | 62,34      | 61,47      | x          | 62,34     |
| 9     | Piotr Małachowski        | Polen              | x          | 62,20      | 61,63      | 62,20     |
| 10    | Danijel Furtula          | Montenegro         | x          | x          | 62,12      | 62,12     |
| 11    | Martin Kupper            | Estland            | x          | 62,10      |            | 62,10     |
| 12    | Chad Wright              | Jamaika            | 58,06      | 60,60      | 58,58      | 60,60     |
| 13    | Brian Williams           | Vereinigte Staaten | x          | 60,48      | 59,12      | 60,48     |
| 14    | János Huszák             | Ungarn             | 58,17      | 54,67      | 60,45      | 60,45     |
| 15    | Philip Milanov           | Belgien            | 60,24      | 60,05      | x          | 60,24     |
| 16    | Guðni Valur Guðnason     | Island             | x          | 53,91      | x          | 53,91     |

In Qualifikationsgruppe A ausgeschiedene Diskuswerfer:

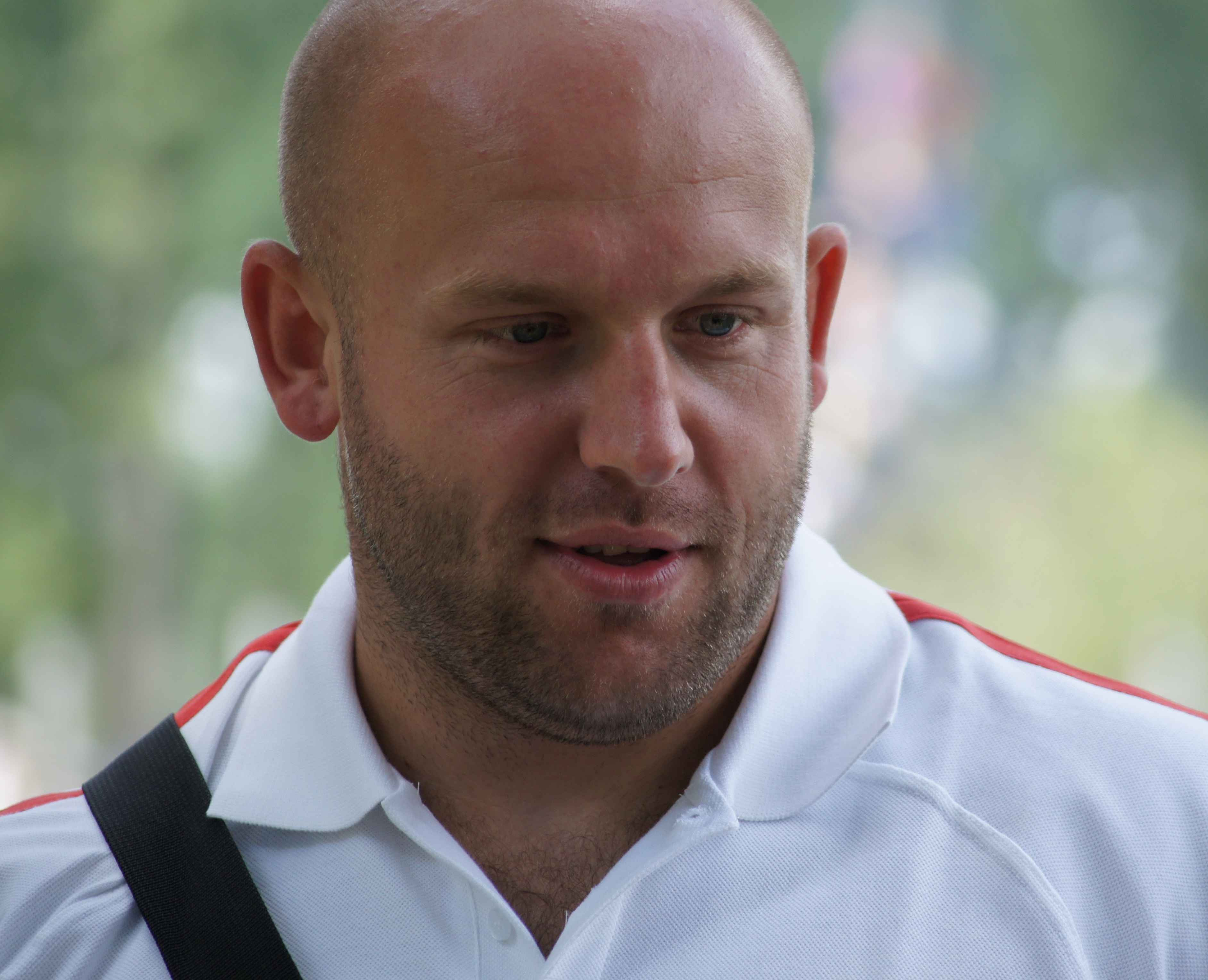
Piotr Małachowski – unter anderem Weltmeister von 2015 – Rang neun mit 62,20 m
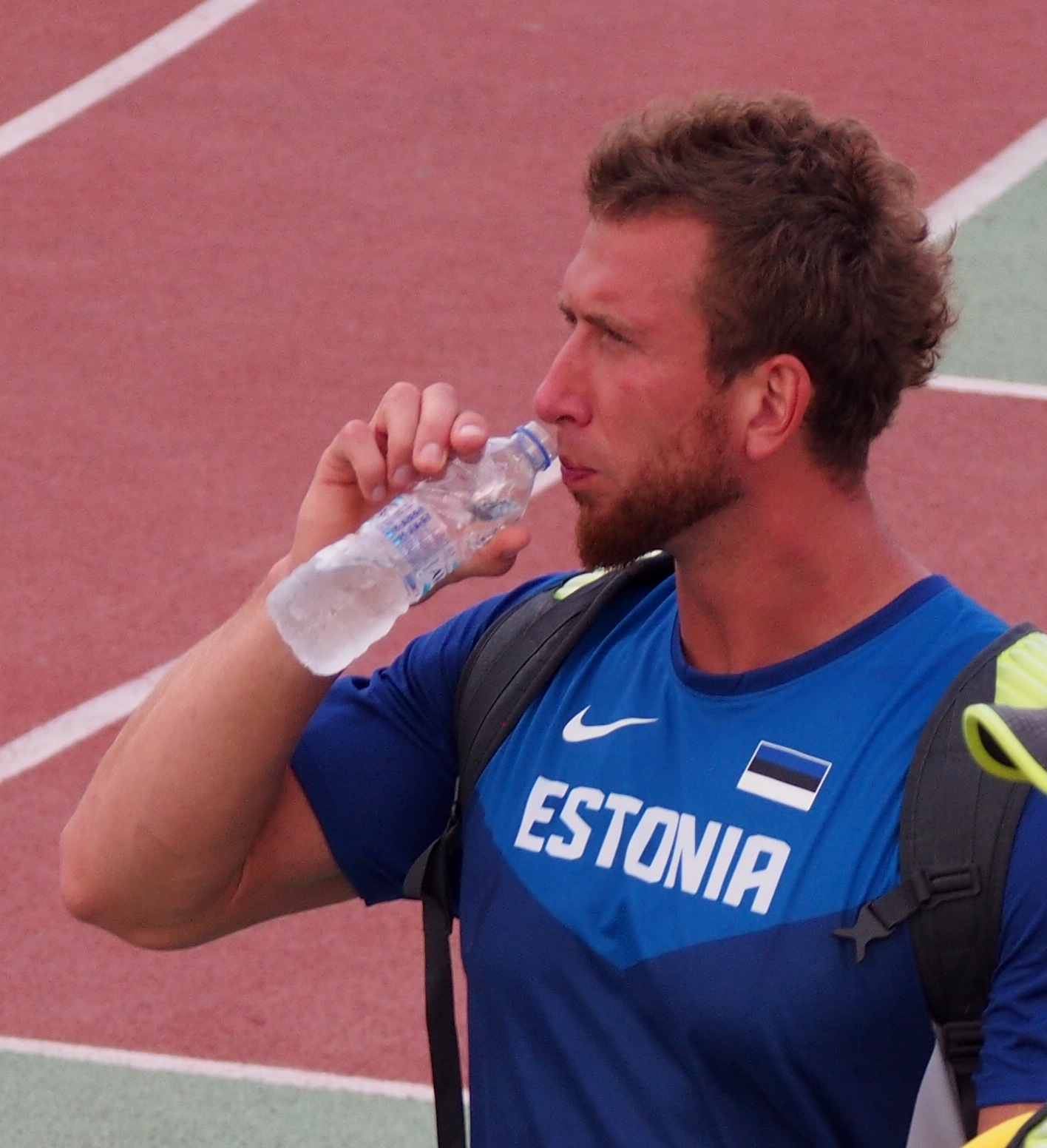
Martin Kupper Rang elf mit 62,10 m
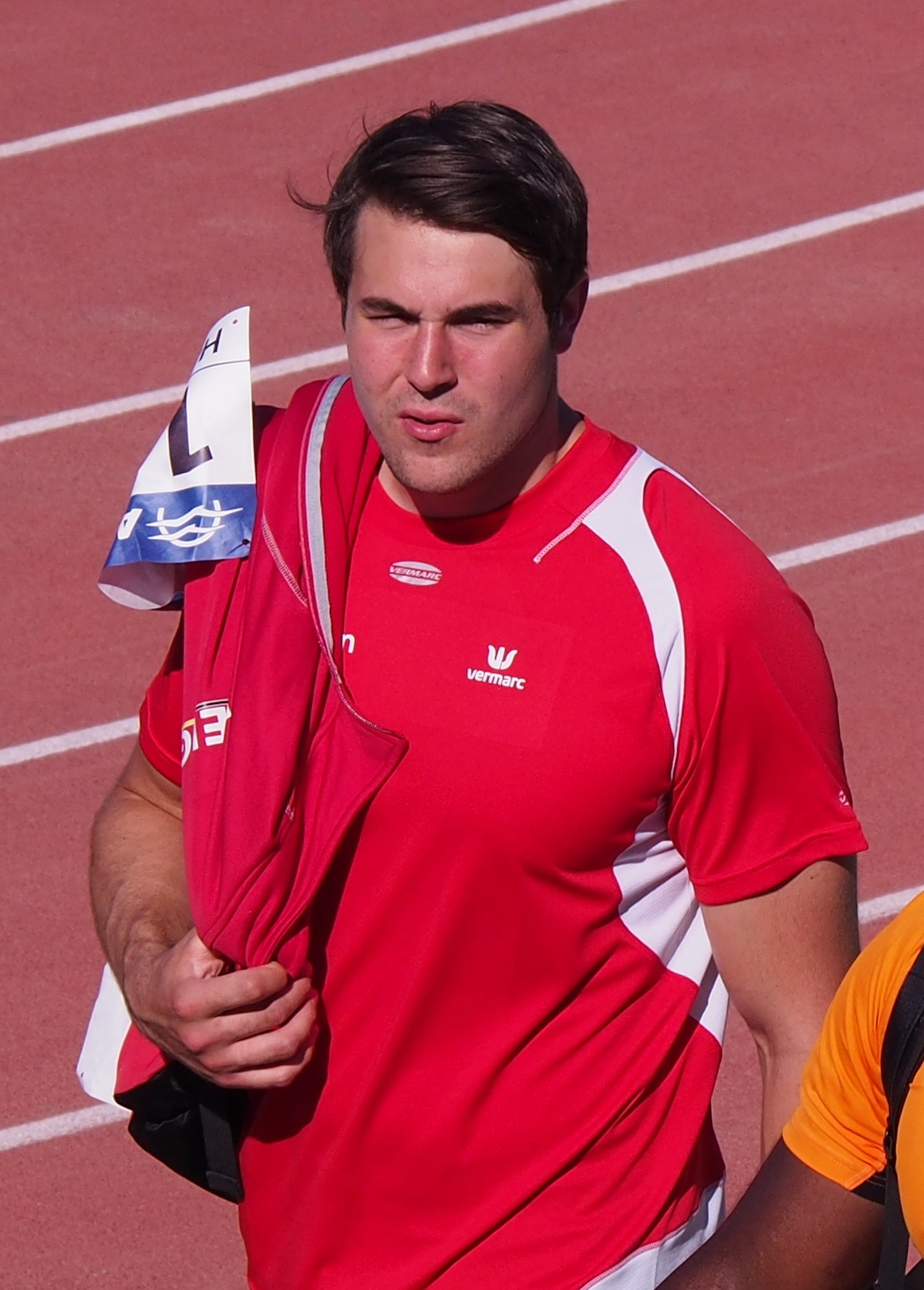
Philip Milanov Rang fünfzehn mit 60,24 m

### Gruppe B

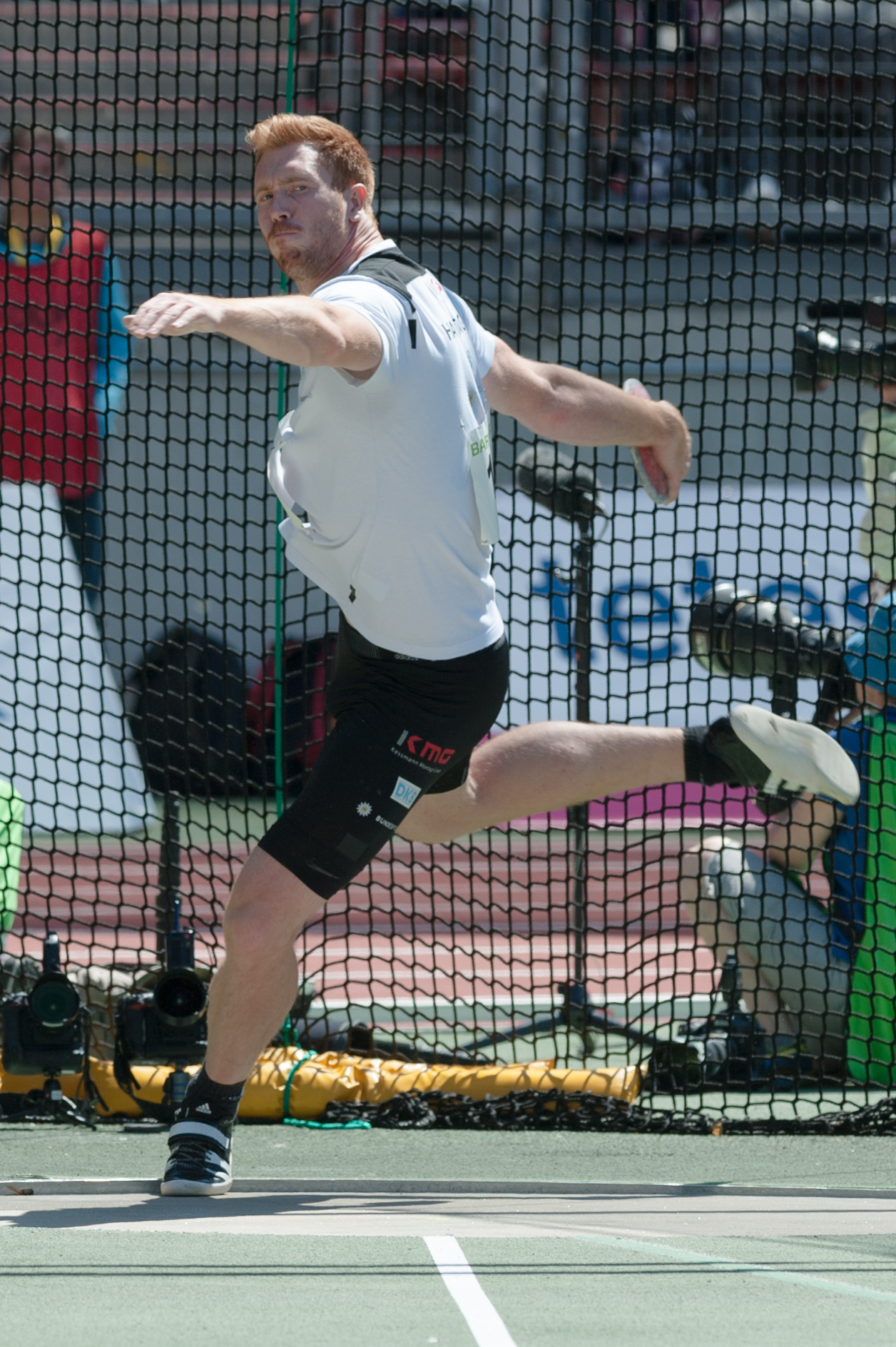
Christoph Harting – aktueller Olympiasieger – ausgeschieden als Siebter mit 63,08 m
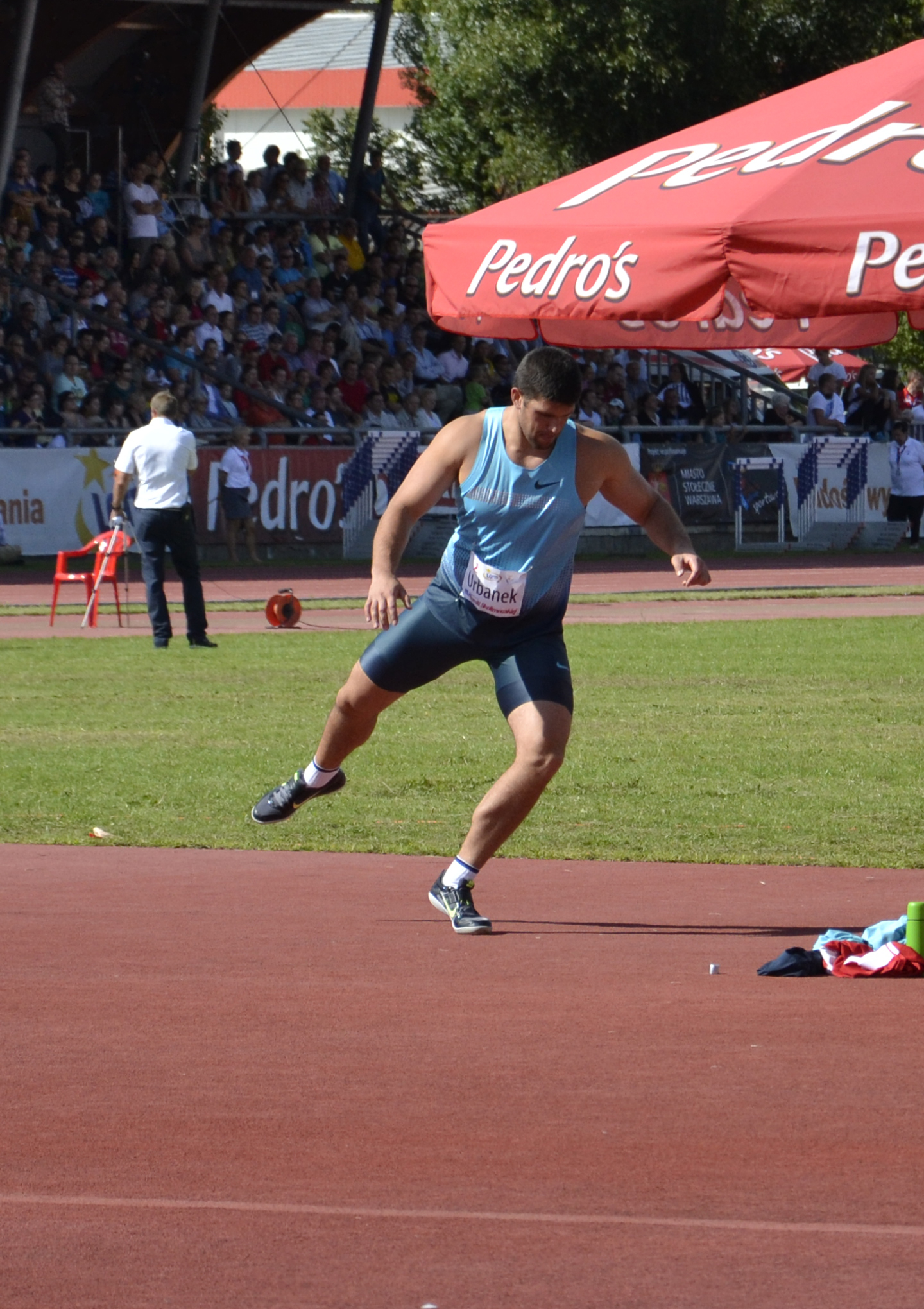
Robert Urbanek – ausgeschieden als Zwölfter mit 61,78 m

28. September 2019, 17:45 Uhr Ortszeit (16:45 Uhr MESZ)
| Platz | Athlet            | Land                        | 1. Versuch | 2. Versuch | 3. Versuch | Weite (m) |
| ----- | ----------------- | --------------------------- | ---------- | ---------- | ---------- | --------- |
| 1     | Daniel Ståhl      | Schweden                    | x          | 67,88      | –          | 67,88     |
| 2     | Matthew Denny     | Australien                  | 64,48      | 60,94      | 65,08      | 65,08     |
| 3     | Ehsan Hadadi      | Iran                        | 64,84      | 63,05      | 61,29      | 64,84     |
| 4     | Ola Stunes Isene  | Norwegen                    | 58,43      | 64,54      | 63,33      | 64,54     |
| 5     | Andrius Gudžius   | Litauen                     | 64,14      | 63,28      | x          | 64,14     |
| 6     | Sam Mattis        | Vereinigte Staaten          | x          | 63,96      | 60,89      | 63,96     |
| 7     | Christoph Harting | Deutschland                 | 60,31      | 62,04      | 63,08      | 63,08     |
| 8     | Traves Smikle     | Jamaika                     | 62,24      | 62,25      | 62,93      | 62,93     |
| 9     | Mauricio Ortega   | Kolumbien                   | 61,92      | x          | x          | 61,92     |
| 10    | Alex Rose         | Samoa                       | 61,80      | x          | x          | 61,80     |
| 11    | Bartłomiej Stój   | Polen                       | x          | 61,21      | 61,79      | 61,79     |
| 12    | Robert Urbanek    | Polen                       | 61,55      | 61,78      | 61,35      | 61,78     |
| 13    | Alexei Chudjakow  | Authorised Neutral Athletes | 61,27      | 60,52      | x          | 61,27     |
| 14    | Jorge Fernández   | Kuba                        | 60,52      | x          | 60,60      | 60,60     |
| 15    | Giovanni Faloci   | Italien                     | 58,83      | x          | 59,77      | 59,77     |
| 16    | Kristjan Čeh      | Slowenien                   | 59,55      | x          | x          | 59,55     |

## Finale
30. September 2019, 21:25 Uhr Ortszeit (20:25 Uhr MESZ)
| Platz | Athlet                   | Land               | 1. Versuch | 2. Versuch | 3. Versuch | 4. Versuch                             | 5. Versuch                             | 6. Versuch                             | Weite (m) |
| ----- | ------------------------ | ------------------ | ---------- | ---------- | ---------- | -------------------------------------- | -------------------------------------- | -------------------------------------- | --------- |
|       | Daniel Ståhl             | Schweden           | 66,59      | 67,18      | 67,59      | 65,83                                  | x                                      | 67,05                                  | 67,59     |
|       | Fedrick Dacres           | Jamaika            | 64,97      | 66,94      | 64,67      | 63,50                                  | 62,85                                  | x                                      | 66,94     |
|       | Lukas Weißhaidinger      | Österreich         | 66,74      | x          | 66,82      | x                                      | 63,74                                  | 66,35                                  | 66,82     |
| 4     | Alin Alexandru Firfirică | Rumänien           | 63,94      | x          | 66,46      | 65,19                                  | 63,95                                  | 64,16                                  | 66,46     |
| 5     | Apostolos Parellis       | Zypern             | 64,76      | 66,32      | 64,56      | x                                      | 64,86                                  | 65,66                                  | 66,32 NR  |
| 6     | Matthew Denny            | Australien         | 65,43      | 63,03      | x          | 64,38                                  | x                                      | x                                      | 65,43 PB  |
| 7     | Ehsan Hadadi             | Iran               | 63,80      | 63,80      | 62,51      | 64,29                                  | 65,16                                  | 63,32                                  | 65,16     |
| 8     | Martin Wierig            | Deutschland        | 64,31      | x          | 62,70      | x                                      | x                                      | 64,98                                  | 64,98     |
| 9     | Simon Pettersson         | Schweden           | 59,71      | 61,81      | 63,72      | nicht im Finale der besten acht Werfer | nicht im Finale der besten acht Werfer | nicht im Finale der besten acht Werfer | 63,72     |
| 10    | Ola Stunes Isene         | Norwegen           | 62,95      | x          | 63,67      | nicht im Finale der besten acht Werfer | nicht im Finale der besten acht Werfer | nicht im Finale der besten acht Werfer | 63,67     |
| 11    | Sam Mattis               | Vereinigte Staaten | x          | 63,15      | 63,42      | nicht im Finale der besten acht Werfer | nicht im Finale der besten acht Werfer | nicht im Finale der besten acht Werfer | 63,42     |
| 12    | Andrius Gudžius          | Litauen            | x          | 61,55      | x          | nicht im Finale der besten acht Werfer | nicht im Finale der besten acht Werfer | nicht im Finale der besten acht Werfer | 61,55     |

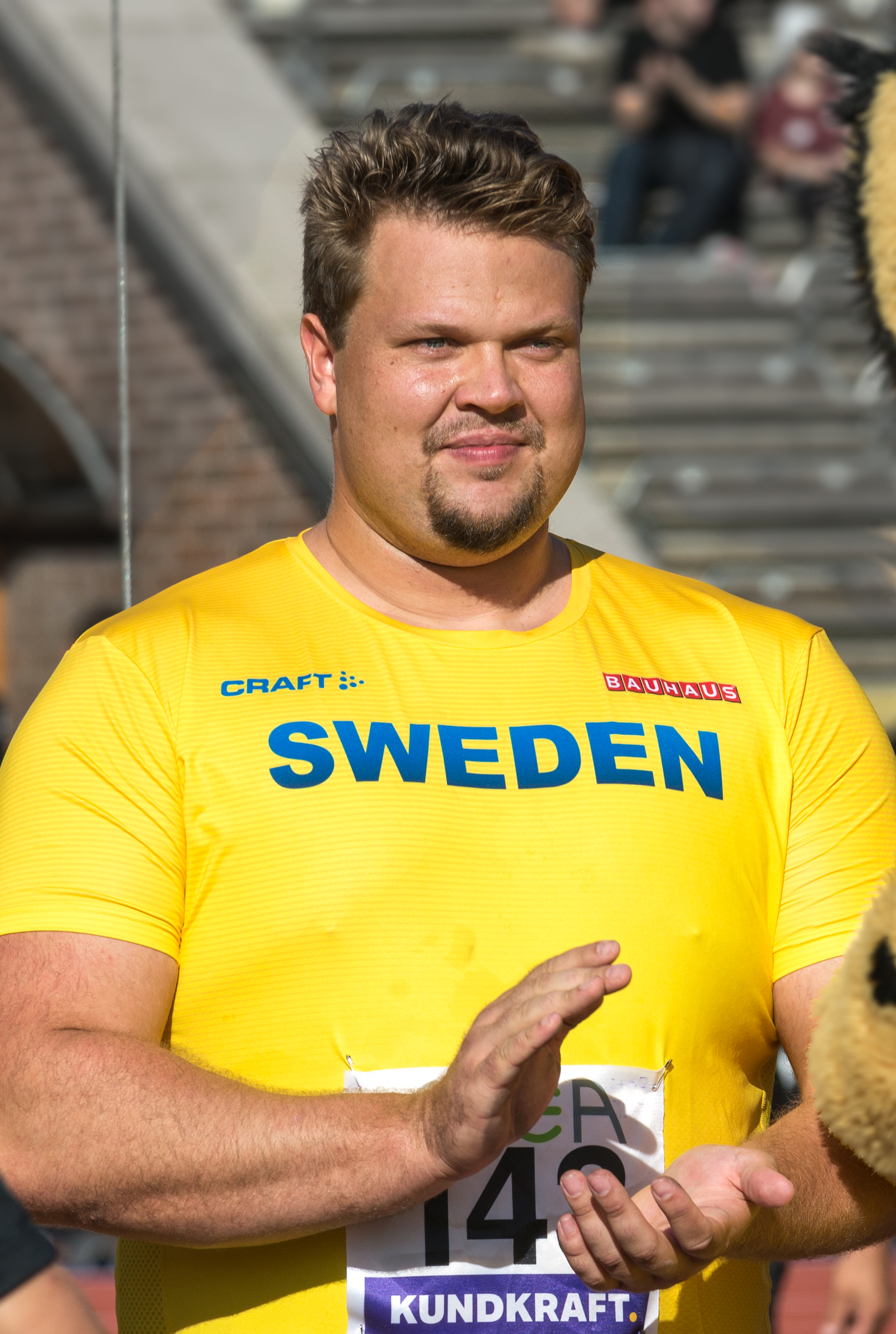
Weltmeister Daniel Ståhl
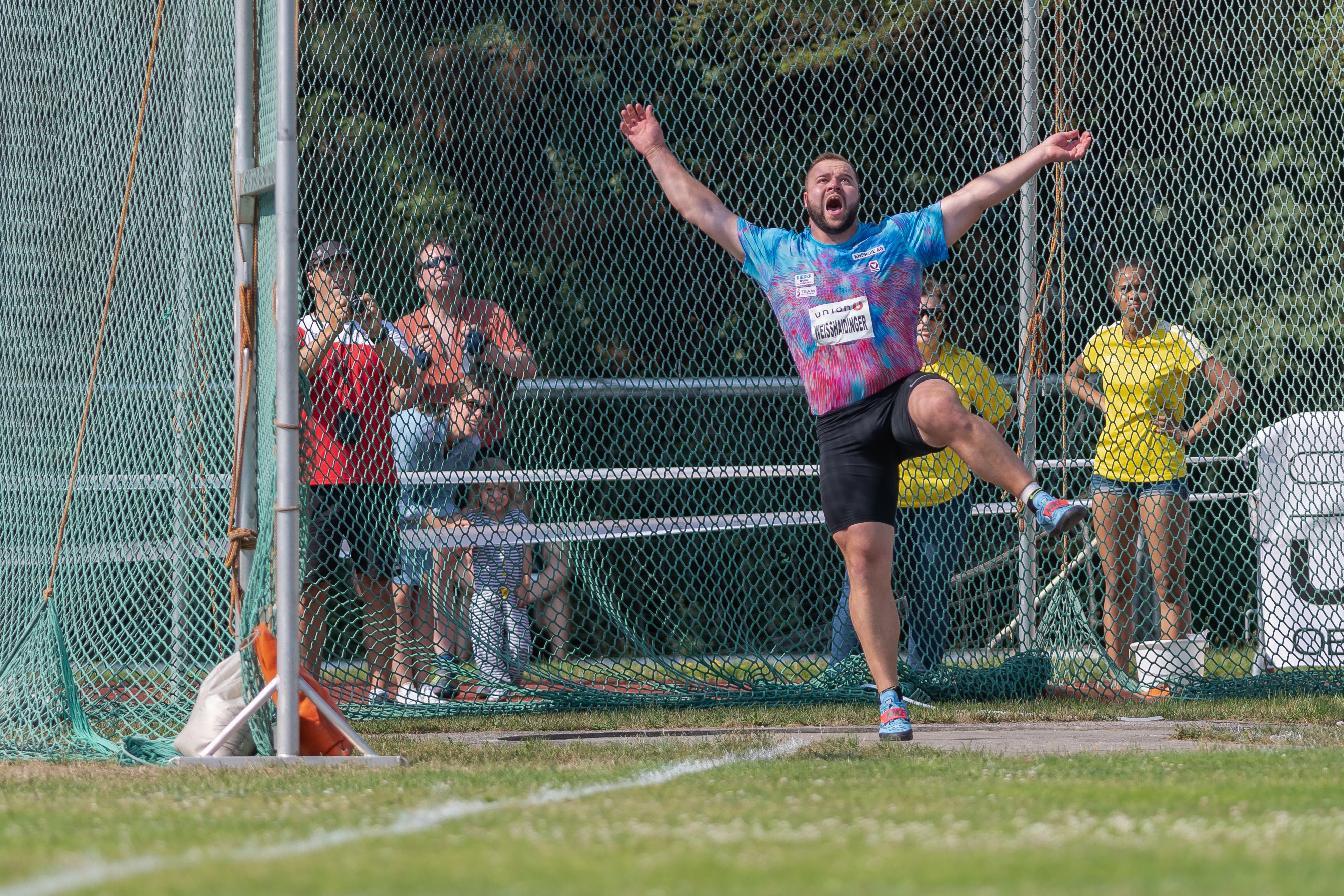
Bronzemedaillengewinner Lukas Weißhaidinger
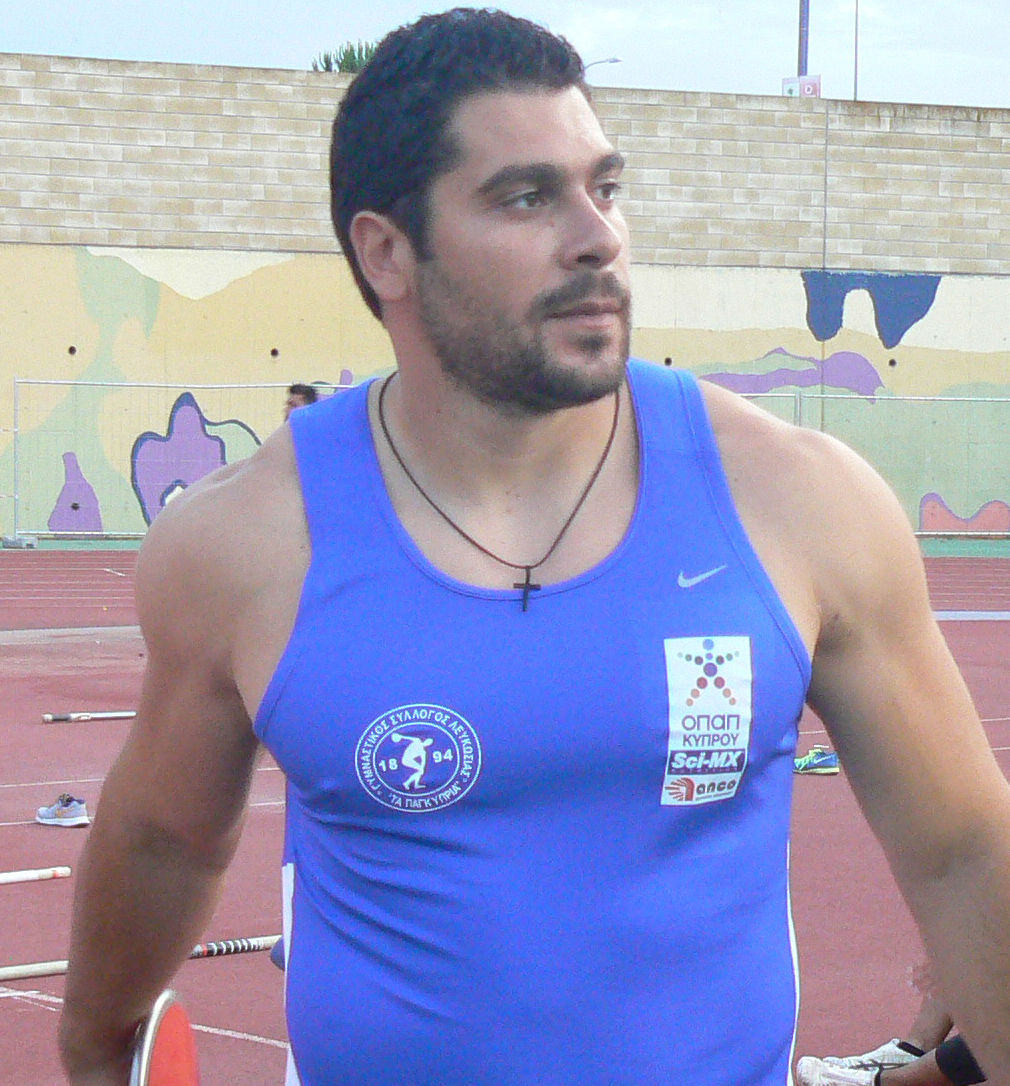
Apostolos Parellis – mit zypriotischem Rekord von 66,32 m auf Rang fünf
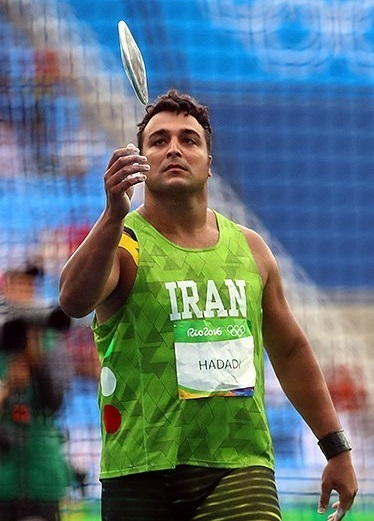
Ehsan Hadadi erreichte Platz sieben
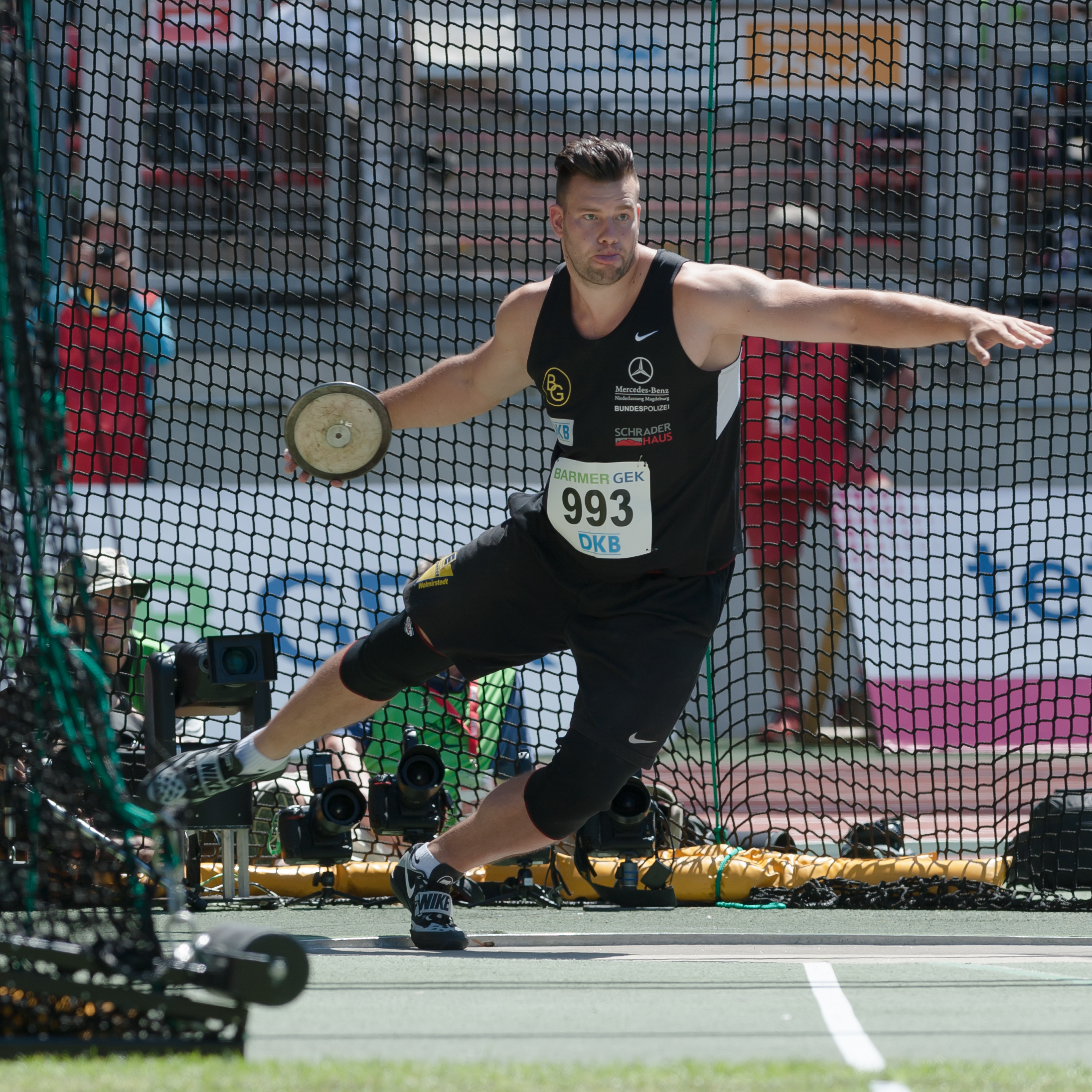
Rang acht für Martin Wierig
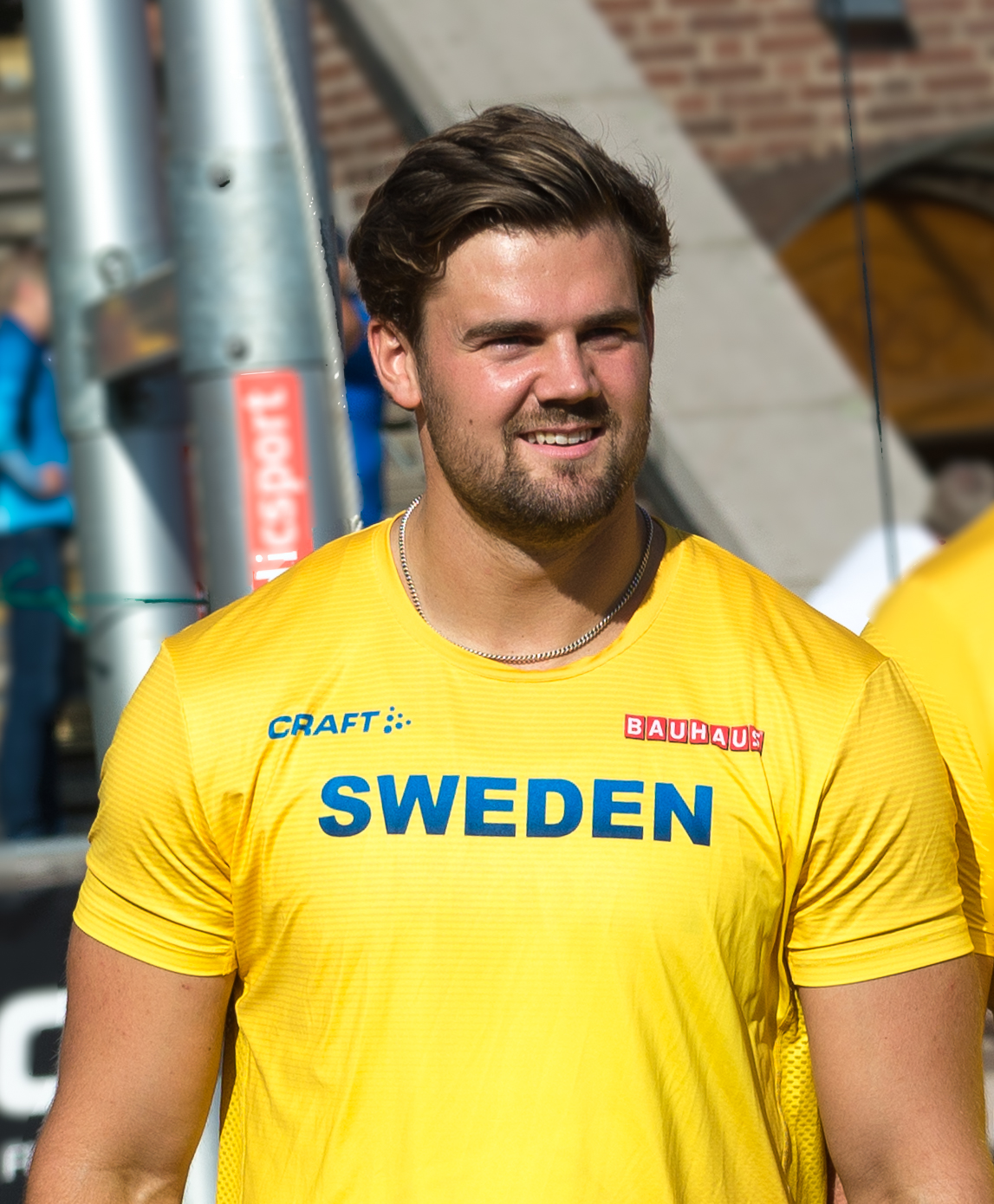
Simon Pettersson kam auf den neunten Platz
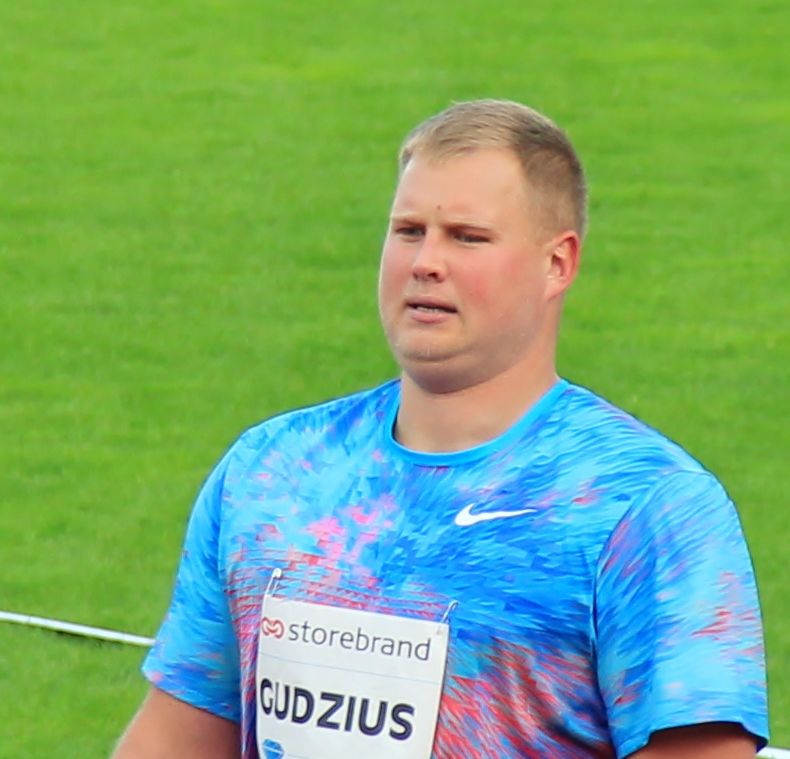
Der Titelverteidiger und amtierende Europameister Andrius Gudžius musste sich mit Rang zwölf begnügen

## Video
- Men's Discus Final | World Athletics Championships Doha 2019, youtube.com, abgerufen am 18. März 2021